# Fournoulès
Fournoulès est une ancienne commune française située dans le département du Cantal en région Auvergne-Rhône-Alpes. Le 1er janvier 2016, elle devient une commune déléguée au sein de la commune nouvelle de Saint-Constant-Fournoulès.

## Géographie
La commune de Fournoulès est située dans le sud du Cantal, dans le canton de Maurs, à la frontière de l'Aveyron et à proximité du Lot.

## Toponymie
Du latin furnus, « four », avec le suffixe diminutif -olum et le locatif -ensis.

## Politique et administration
Tableau administratif
| Période                                  | Période       | Identité       | Étiquette | Qualité  |
| ---------------------------------------- | ------------- | -------------- | --------- | -------- |
| Les données manquantes sont à compléter. |               |                |           |          |
| mars 2001                                | mars 2008     | Cyprien Dalmon |           |          |
| mars 2008                                | mars 2014     | André Piganiol |           |          |
| mars 2014                                | décembre 2015 | Jacques Bares  | DVD       | Retraité |

## Démographie
L'évolution du nombre d'habitants est connue à travers les recensements de la population effectués dans la commune depuis 1793. À partir du 1er janvier 2009, les populations légales des communes sont publiées annuellement dans le cadre d'un recensement qui repose désormais sur une collecte d'information annuelle, concernant successivement tous les territoires communaux au cours d'une période de cinq ans. 
Pour les communes de moins de 10 000 habitants, une enquête de recensement portant sur toute la population est réalisée tous les cinq ans, les populations légales des années intermédiaires étant quant à elles estimées par interpolation ou extrapolation. Pour la commune, le premier recensement exhaustif entrant dans le cadre du nouveau dispositif a été réalisé en 2006,.
En 2013, la commune comptait 62 habitants, en évolution de −3,13 % par rapport à 2008 (Cantal : −1,19 %, France hors Mayotte : +2,49 %).
| 1793 | 1800 | 1806 | 1821 | 1836 | 1841 | 1846 | 1851 | 1856 |
| ---- | ---- | ---- | ---- | ---- | ---- | ---- | ---- | ---- |
| 237  | 204  | 267  | 203  | 290  | 287  | 283  | 280  | 285  |

| 1861 | 1866 | 1872 | 1876 | 1881 | 1886 | 1891 | 1896 | 1901 |
| ---- | ---- | ---- | ---- | ---- | ---- | ---- | ---- | ---- |
| 255  | 264  | 249  | 252  | 265  | 252  | 245  | 210  | 207  |

| 1906 | 1911 | 1921 | 1926 | 1931 | 1936 | 1946 | 1954 | 1962 |
| ---- | ---- | ---- | ---- | ---- | ---- | ---- | ---- | ---- |
| 204  | 220  | 181  | 192  | 189  | 171  | 166  | 157  | 137  |

| 1968 | 1975 | 1982 | 1990 | 1999 | 2006 | 2011 | 2013 | - |
| ---- | ---- | ---- | ---- | ---- | ---- | ---- | ---- | - |
| 135  | 111  | 95   | 98   | 83   | 66   | 63   | 62   | - |

## Lieux et monuments
- Église de la nativité